# Šmihel, Pivka
Šmihel je naselje v Občini Pivka. Naselje je dobilo ime po cerkvi svetega Mihaela.